# Batalla de Los Alacranes
La Batalla de Los Alacranes (también llamada de Alacranes o del Alacrán) fue un enfrentamiento militar librado en el contexto de la Guerra de Independencia de Venezuela el 6 de septiembre de 1816 entre las fuerzas patriotas y las realistas. 

## Batalla
Tras el fracaso de la Expedición de Los Cayos, organizada en Haití, que fracaso en su desembarco en Ocumare quedando 1.000 cañones y 6.000 fusiles, la fuerza patriota al mando del general Gregor MacGregor iniciando la llamada Retirada de los Seiscientos derrotando a las fuerzas realistas que halló en su camino al oriente. Finalmente en las cercanías de Chaparro (Estado Anzoátegui) el ejército republicano compuesto de 500 jinetes, 600 infantes y 200 indios auxiliares se encuentran a una columna de mil hombres del coronel Rafael López. La victoria perteneció a las armas independentistas que poco después tomaron Barcelona.
En Barcelona se les une finalmente el general Manuel Piar y sus tropas.